# Reformierte Kirche Ammerswil

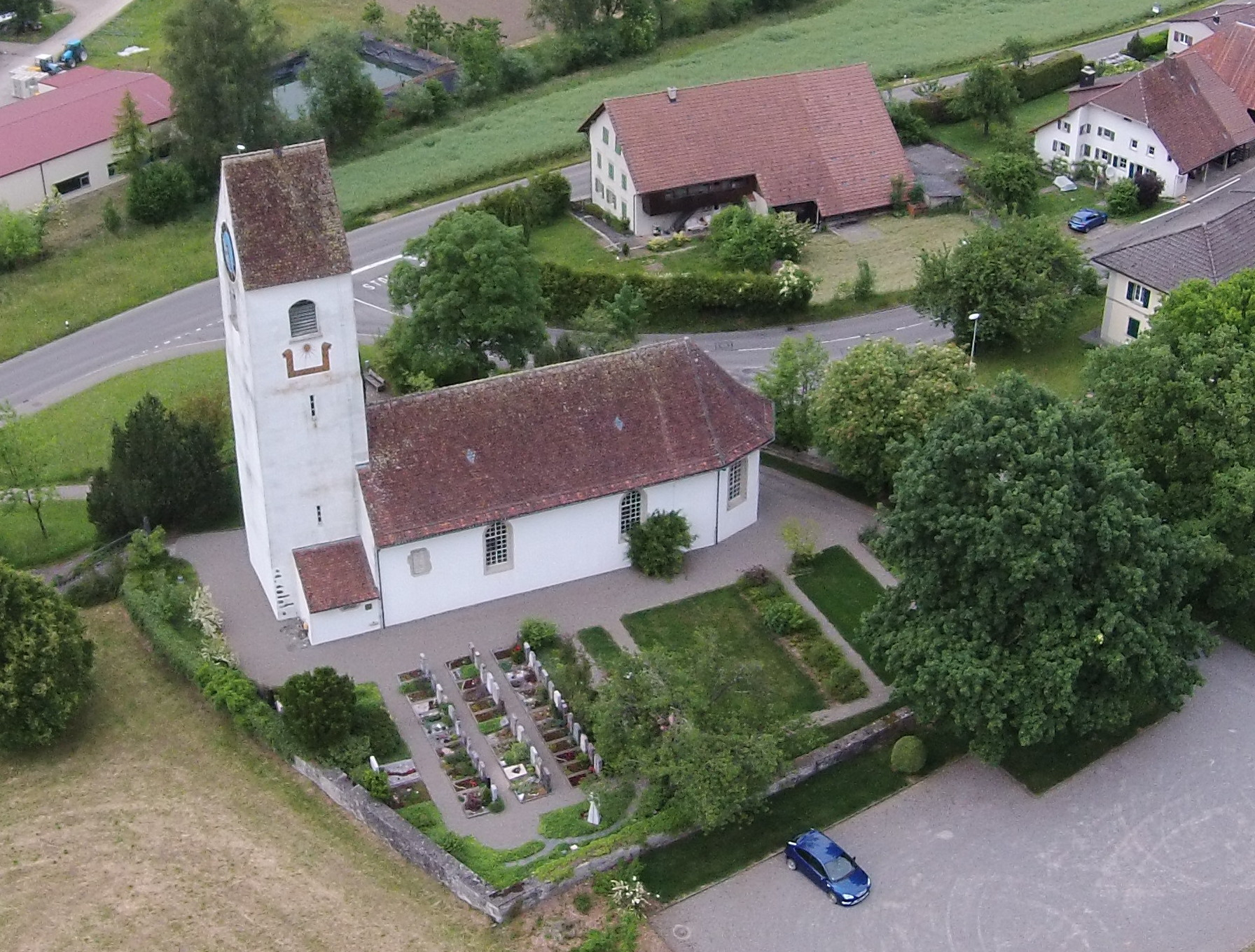
Kirche Ammerswil

Die reformierte Kirche Ammerswil ist die reformierte Dorfkirche in der aargauischen Gemeinde Ammerswil in der Schweiz. Sie wurde 1275 erstmals urkundlich erwähnt und wurde bei der Einführung der Reformation in der Stadt Bern und deren Untertanengebieten zu einer reformierten Kirche. Die Kirche steht unter kantonalem Denkmalschutz.

## Geschichte
Die Anfänge der unter dem Patrozinium des Apostels Petrus stehenden Kirche datieren um 1300. Ursprünglich bestand sie nur aus dem romanischen Kirchenschiff. Im Laufe der Jahrhunderte wurde sie erweitert und verändert. Im Jahre 1350 wurde sie mit Fresken bemalt, die zum Ende des 15. Jahrhunderts bei einer Renovation wieder entfernt wurden. Weitere Veränderungen ergaben sich durch den Anbau des Kirchturms kurz vor 1500, der Sakristei und im Jahre 1640 des Chors. Auch wurden die romanischen Fenster durch Spitzbogenfenster ersetzt. Die Kirchturmuhr mit einem schmiedeeisernen Uhrwerk wurde 1604 eingebaut. Sie blieb bis 1948 in Betrieb und ist heute im Spycher zu besichtigen. Bei der Innenrenovation von 1904 wurden die Fresken wieder freigelegt und die letzte Aussenrenovation war 1948. 1958/59 wurde eine weitere Innenrenovation durchgeführt, bei der auch die Empore erneuert wurde, um dort eine neue Orgel aufzunehmen.
Sylvia Michel war von 1964 bis 1981 hier Pfarrerin.

## Ausstattung
Im Chor befinden sich Kanzel, Taufstein und Abendmahlstisch.
Die Kanzel aus Eichenholz mit Schalldeckel stammt aus dem Jahre 1640. Sie steht fast zu ebener Erde auf einem flachen Steinsockel. Der Taufstein, 1770 gestiftet vom Lenzburger Landvogt Johann Rudolf Schmalz (1713–1795), ist ein ovaler Zylinder aus Sandstein mit breitem Sockel und einer Höhe von 105 cm; trägt das Wappen des Stifters. Der Abendmahlstisch aus dem 20. Jahrhundert zeigt die Aufschrift: «CHRISTUS SPRICHT : ICH BIN DAS BROT DES LEBENS.»
Die gegenwärtige Orgel von Orgelbau Kuhn wurde anlässlich einer Innenrenovation im Jahre 1959 auf der erneuerten Empore eingebaut. Sie verfügt über 15 Register auf zwei Manualen und Pedal. Das Vorgängerinstrument aus dem Jahr 1927 von Orgelbau Goll, Luzern war im Chor aufgestellt und umfasste 14 Register. Auch eine erste Orgel aus dem Jahr 1668, die 1811 erworben wurde, stand im Chor.
Die älteste im Turm befindliche Kirchenglocke trägt die Jahreszahl 1498, die beiden anderen sind von 1499. 
- Glocke 1 mit dem Schlagton gis² hat einen Durchmesser von 105 cm und trägt  die Umschrift in gotischen Minuskeln: «+ hilf maria und sant peter wer mich hoer das im got alles leid zerstoer.mcccclxxxxviii [1498]».
- Glocke 2 mit dem Schlagton h² hat einen Durchmesser von 82 cm und trägt eine Umschrift in gotischen Majuskeln: «O.REX.GLORIE.X̅PE [CHRISTE].VENI.CUM.PACE.AMEN.» [O König der Herrlichkeit, Christus, komm mit Frieden. Amen]
- Glocke 3 mit dem Schlagton d³ hat einen Durchmesser von 69 cm und trägt eine Umschrift in gotischen Majuskeln:
«+ DA.PACEM.DOMINE.IN.DIEBUS.NOSTRIS.» [Gib Frieden, Herr, in unseren Tagen]